# Daphne Koller

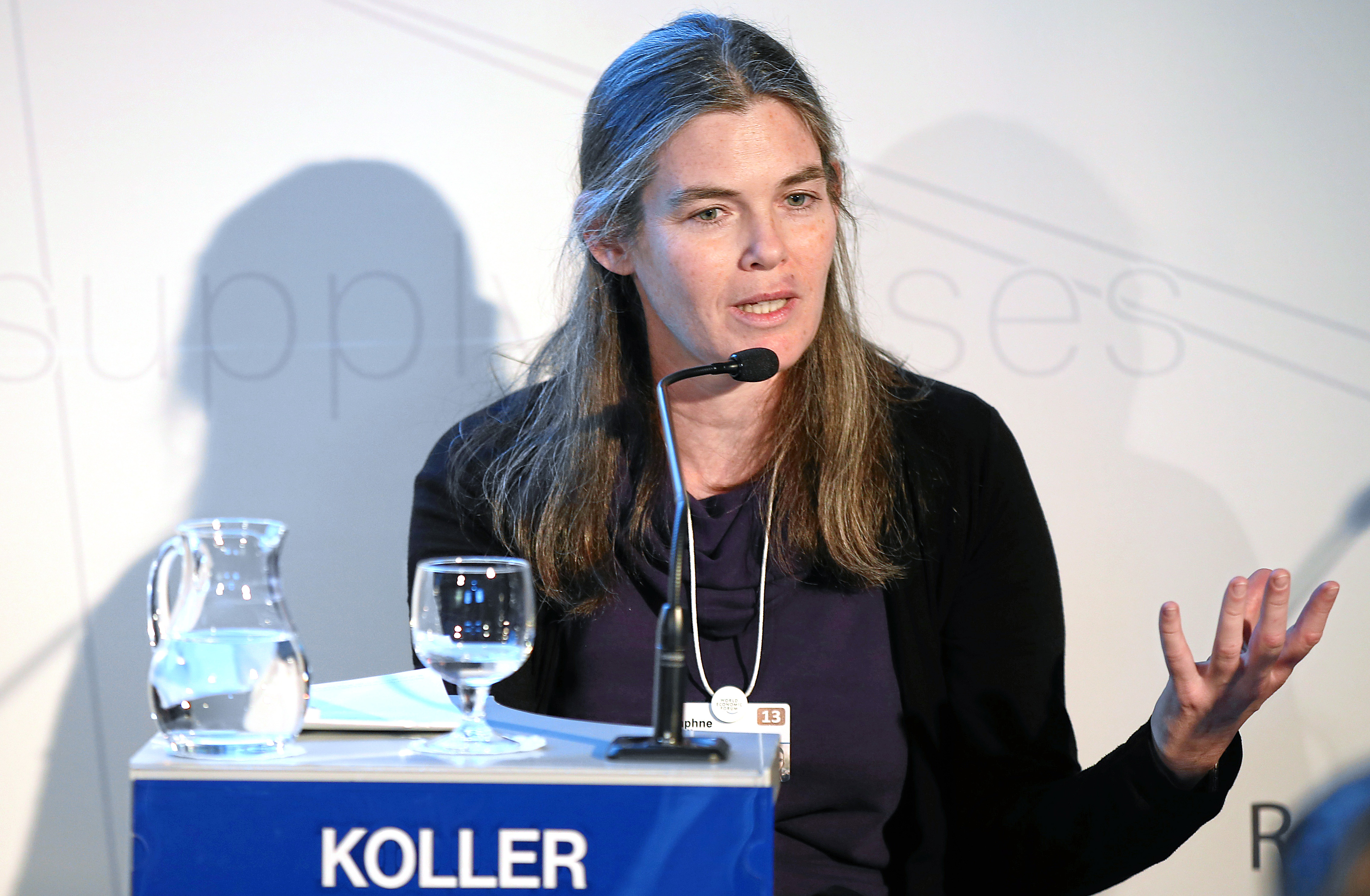
Daphne Koller in 2013

Daphne Koller (27 augustus 1968) is een Israëlisch-Amerikaanse professor aan de informaticafaculteit van Stanford University. Zij is tevens een van de oprichters van Coursera, een Amerikaans bedrijf dat opleidingen aanbiedt via het internet. Haar voornaamste onderzoeksgebied is kunstmatige intelligentie en de toepassingen ervan binnen de biomedische wetenschappen. In een artikel van MIT Technology Review uit 2004 getiteld "Tien opkomende technologieën die jouw wereld zullen veranderen" over het onderwerp van bayesiaanse machine learning kreeg Koller een belangrijke plaats.

## Life
In 1985 behaalde ze op zeventienjarige leeftijd een bachelorgraad aan de Hebrew University of Jerusalem waar ze in 1986 ook een mastergraad verkreeg.
Koller rondde in 1993 haar doctorstudie onder begeleiding van Joseph Halpern af te Stanford. Vervolgens verrichtte zij van 1993 tot 1995 postdoctoraal onderzoek aan de Universiteit van California en kwam zij 1995 in dienst bij de informaticafaculteit van de Stanforduniversiteit. In 2004 werd zij MacArthur Fellow en in 2014 werd Koller verkozen als lid van de American Academy of Arts and Sciences.
In april 2008 werd Daphne Koller de allereerste ACM-Infosys Prijs in Informatica ter hoogte van 150.000 Amerikaanse dollar toegekend.
In 2009 publiceerde zij een leerboek over probabilistische grafische modellen, samen met Nir Friedman. Over dit onderwerp bood zij vanaf februari 2012 ook een gratis online cursus aan.
In 2012 richtte zij Coursera op. Dit deed zij samen met Andrew Ng, een collega professor in de informatica in het AI-lab van Stanford.
Koller is getrouwd met Dan Avida.

## Prijzen en onderscheidingen
- 2004. MacArthur Fellow

## Werken

### Boeken
- 2009. probabilistic graphical models. (met Nir Friedman). MIT Press. ISBN 978-0262013192